# Afroceto coenosa
Espèce
Synonymes
- Ceto coenosa Simon, 1897
- Cetonana coenosa (Simon, 1897)

Afroceto coenosa est une espèce d'araignées aranéomorphes de la famille des Trachelidae.

## Distribution
Cette espèce est endémique d'Afrique du Sud. Elle se rencontre vers KwaZulu-Natal et au Mpumalanga.

## Description
Les femelles mesurent de 4,20 à 5,30 mm.

## Publication originale
- Simon, 1897: Description d'arachnides nouveaux. Annales de la Société Entomologique de Belgique, vol. 41, p. 8-17 (texte intégral).